# Cabassous centralis
Tatou à queue nue du Nord
Espèce
Statut de conservation UICN

 DD  : Données insuffisantes
Statut CITES
Le Tatou à queue nue du Nord (Cabassous centralis) est une espèce de tatou originaire d'Amérique centrale. Il a été décrit par Gerrit Smith Miller, Jr en 1899.

## Répartition

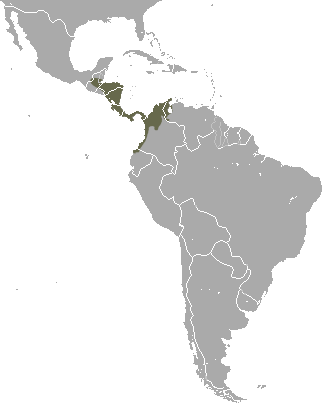
Répartition de l'espèce en Amérique centrale.

Cabassous centralis vit du Sud du Mexique au Nord-Ouest de la Colombie. C'est l'une des deux espèces de tatous vivant en dehors de l'Amérique du Sud.